# Camonica-völgy
A Camonica-völgy (olaszul: Val Camonica vagy pontatlanul Valcamonica, lombardul: Al Camònega) az Alpok déli lábainál fekvő völgy az olaszországi Lombardiában, Brescia megyében. A  Tonale-hágó és az Iseói-tó között húzódó gleccser vájta völgyön az Oglio folyó halad keresztül. A Camonica-völgy világhíres sziklarajzairól, a térségben közel 300 000 petroglifa található, melyet a camunni törzs tagjai véstek, festettek rá a sziklákra i. e. 8000 körül.
Találtak olyan sziklarajzokat is, melyeket a római időkben készítettek. A rajzok kozmikus képeket, emberábrázolásokat és főképp vadászatokat, rituális jeleneteket ábrázolnak. A rajzokat 1909-ben fedezte fel Walter Laeng, bresciai geográfus Pian delle Greppe-nél, Cemmo közelében.
Az 1950-es évek óta több ezer szikla felszínén fedeztek fel rajzolatokat. 1979-ben az UNESCO a Világörökség részének nyilvánította a területet. A legszebb petroglifák a Parco Nazionale delle Incisioni Rupestri-ben láthatók.

## Capo di Ponte

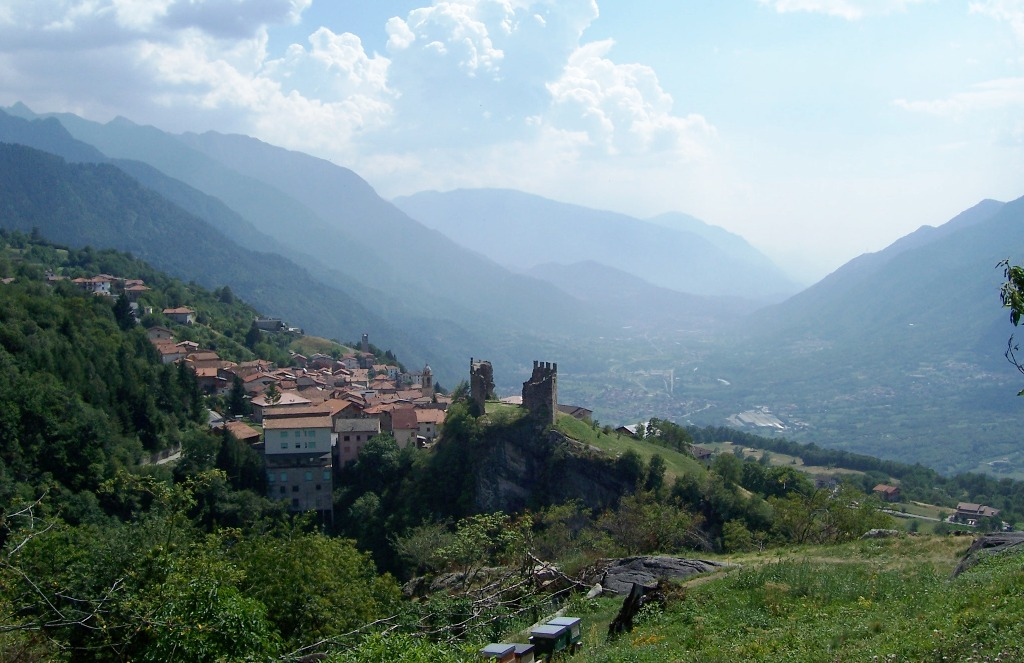
Cimbergo vára

### „Történelem előtti tanulmányok camuni központja"
Európa legnagyobb szabadtéri archívumát hozták létre a történelem előtti művészek azzal, hogy több ezer jelet véstek a 80 km hosszú Camonica-völgy (Val Camonica) sima szikláiba. Ezek az ősi mesterművek feltehetőleg 8000 évvel ezelőttől kezdve készültek, s az évezredek folyamán mind precízebbé váló alkotások ma az itt élő camuni néptörzs életfelfogásának, életmódváltozásának, mitológiai, vallási elképzeléseinek hiteles dokumentumai. Még ma is talány, hogy miért tűnt el ez a magas kultúra röviddel az időszámítás kezdete előtt.
A lombardia-i Camonica-völgy első lakóinak hagyatéka csaknem két évezreden keresztül érintetlenül pihent. Az itt élők mindegyike jól ismerte azt a szabadon álló sziklát, amit a belevésett csodálatos rajzok után a „babák sziklájának" neveztek el, valamint a többi különféle vésett ábrákkal díszített szikladarabot. A camuni nép művészeinek ábrázolásai, ezeken a jégkorszak idején simára csiszolódott sziklatáblákon, csak a 20. sz. kezdetén keltették fel a tudósok érdeklődését. Végül a 60-as évek elején Emmanuel Annati kezdett hozzá az értékes kultúrkincs módszeres kutatásához, és Capo di Ponte-nál megalapította a„Történelem előtti tanulmányok camuni központját".

### Archaikus képtár
A mintegy 2400 szikladarabon több mint 40 000 sziklarajzot tártak már fel eddig, és valószínűleg még mintegy 60 000 rajz vár további kiértékelésre. Az első vésetek a Kr. e.  6. évezredben keletkezhettek. Az alkotók – szerszámként - egyszerű, élesre munkált, kemény kődarabokat használtak. A legősibb ábrázolásokra valószínűleg a Naquane melletti lelőhelyen bukkantak rá a régészek, a barlangfalakon és homokkő sziklákon különböző vadászjeleneteket találtak.
A vadászó és gyűjtögető életmódot folytató népcsoportok még sűrűn változtatták a telephelyüket, de az újkőkorszak kezdetén aztán fokozatosan letelepedtek, s ezzel új motívumok jelentek meg az ábrázolások között: az állattenyésztésre és paraszti földművelésre történő áttérés hiteles bizonyítékai. Megjelentek az emberi (vagy emberre hasonlító) alakzatok, ezeket kezdetben absztrakt „pálcika-figurákkal" ábrázolták, de aztán a művészek egyre nagyobb precizitással alakították ki a figurákat.
A Naquanében álló „Nagy szikla" ábrázolásainak sokrétűsége és ötletgazdagsága ragadta meg leginkább a kutatókat, s ezeket a rajzokat tartják az akkori művészek legkimagaslóbb teljesítményének. Az egymás mellett/alatt található több mint 900 képen a camuni nép a mindennapi életből mindent megörökített, A sziklarajzokon felismerhetők a nyíl vagy dárda elől menekülő szarvas vagy a zsákmányát kutató vadász, emellett a paraszti munka egyes jelenetei. Az egyik ábrán a földműves fából készült ekét húz, társa kapál, mások nyájat legeltetnek. Háborúskodások ábrázolásai is megtalálhatók. Ezekkel szemben békés képeket is találunk, pl. hatalmas nap ontja sugarait egy kunyhó felett.
Ezek a bronzkori, vagy a vaskor-ból származó rajzok összefüggő kompozíciót képeznek, s a közösségi élet jellegzetességeit is megörökítik. (Harcosok párbajban mérik össze erejüket, tánc- és temetési jelenetek ábrázolásai váltakoznak a földművelés és az őskultusz vallási szokásainak megjelenítésével.)

### Művészi realizmus
Az ábrázolások stílusának változása, a tematika gazdagsága jól jellemzi a civilizáció folyamatos fejlődését. A művészi készségek fejlődtek, a kifejezésmód egyre finomabbá vált, és a képek sraffozásával reliefszerű hatást értek el.
A használati tárgyak képszerű megjelenítése, (pl. szerszámok, fegyverek és a lakóhely ábrázolása) a történelem előtti népesség magas szintű kézműves technikájának a bizonyítéka.
Az itt talált, kőbe vésett etruszk feliratok a Kr. e. 4-5. sz.-ból származnak, ezeket a feliratokat sikerült megfejteni. A feliratok közelében egy piramis alakúan kiképzett, kősziklával koronázott domborulat meghatározó eleme a Capo di Ponte mellett elterülő „Sziklarajzok Nemzeti Parkjának” (Parco Nazionale delle Incisioni Rupestri). Eredetileg a jégkorszak idején a törmelék-kőzetek tovaterjedésével keletkezett, később az eső és szél által kialakított tornyait a francia régészek „Frizurás lánynak” (Demoiselles coiffées) keresztelték.
Még ma is talány a tudósok előtt, hogy miért tűnt el hirtelen a camuni kultúra Kr. e. 16 körül, röviddel a római csapatok megjelenése előtt. Az egyik legfontosabb szimbólumuk azonban kiállta az idők próbáját. A lombardiaiak a történelem előtti „rosa camuna"-t, a camuni nép "napábrázolás"-át választották jelképüknek.

## Sziklaművészetet bemutató parkok
| N° | Név                                                              | Falu neve                      | Koordináta                                                   | Petroglifa |
| -- | ---------------------------------------------------------------- | ------------------------------ | ------------------------------------------------------------ | ---------- |
| 1. | Parco nazionale delle incisioni rupestri di Naquane              | Capo di Ponte                  | é. sz. 46° 01′ 32″, k. h. 10° 20′ 57″46.025556°N 10.349167°E |            |
| 2. | Parco archeologico nazionale dei Massi di Cemmo                  | Capo di Ponte                  | é. sz. 46° 01′ 52″, k. h. 10° 20′ 20″46.031111°N 10.338889°E |            |
| 3. | Parco archeologico comunale di Seradina-Bedolina                 | Capo di Ponte                  | é. sz. 46° 02′ 00″, k. h. 10° 20′ 29″46.033333°N 10.341389°E |            |
| 4. | Parco archeologico di Asinino-Anvòia                             | Ossimo                         | é. sz. 45° 57′ 19″, k. h. 10° 14′ 47″45.955278°N 10.246389°E |            |
| 5. | Parco comunale delle incisioni rupestri di Luine                 | Darfo Boario Terme             | é. sz. 45° 53′ 20″, k. h. 10° 10′ 46″45.888889°N 10.179444°E |            |
| 6. | Parco comunale archeologico e minerario di Sellero               | Sellero                        | é. sz. 46° 03′ 26″, k. h. 10° 20′ 29″46.057222°N 10.341389°E |            |
| 7. | Parco archeologico comunale di Sonico                            | Sonico                         | é. sz. 46° 10′ 07″, k. h. 10° 21′ 20″46.168611°N 10.355556°E |            |
| 8. | Riserva naturale Incisioni rupestri di Ceto, Cimbergo e Paspardo | Ceto (Nadro) Cimbergo Paspardo | é. sz. 46° 01′ 06″, k. h. 10° 21′ 10″46.018333°N 10.352778°E |            |